# Драги, Антонио
Анто́нио Дра́ги (итал. Antonio Draghi; 1634/1635, Римини — 16 января 1700, Вена, Священная Римская империя) — итальянский композитор эпохи барокко, придворный капельмейстер.

## Биография
Учился в Венеции.
Начал свою музыкальную карьеру в качестве певчего в Падуе, в 1657 году впервые появился на сцене в Венеции в опере «La fortuna di Rodope e di Damira».
Переехав в 1658 году в Вену, с 1673 года служил придворным капельмейстером и композитором Леопольда I, императора Священной Римской империи.
В 1666 году сочинил первую оперу «La Mascherata». В Вене оставался до смерти в 1700 году.
Драги был одним из самых плодовитых композиторов своего времени. Он является автором либретто в 4 собственным операм и ораториям, а также ко многим операм других композиторам. Его вклад в развитие итальянской оперы был особенно значительным. Для Венской оперы он сочинил свыше 170 торжественных представлений и опер. Написал также около 50 ораторий, серенады для оркестра и другие произведения.
Он, возможно, был братом композитора Джованни Баттиста Драги (1640—1708).

## Избранные произведения
- La Mascherata, 1666
- Gundeberga, 1672
- Turia Lucrezia, 1675
- Rodogone, 1677
- La patienza di Socrate con due mogli, 1680
- La magnanimità di Marco Fabrizio, 1695